# Диявол носить «Прада» 2
«Диявол носить Prada 2» (англ. The Devil Wears Prada 2) — майбутній американський комедійний драматичний фільм 2026 року режисера Девіда Френкеля за сценарієм Алін Брош МакКенни, заснований на книзі «Revenge Wears Prada: The Devil Returns» Лорен Вайсбергер. Пряме продовження фільму «Диявол носить Prada» 2006 року.
Меріл Стріп, Енн Гетевей, Емілі Блант, Трейсі Томс та Стенлі Туччі повертаються до своїх ролей.

## Акторський склад
| Актор           | Роль                  |
| --------------- | --------------------- |
| Меріл Стріп     | Міранда Прістлі       |
| Енн Гетевей     | Андреа «Енді» Сакс    |
| Емілі Блант     | Емілі Чарльтон        |
| Стенлі Туччі    | Найджел Кіплінг       |
| Трейсі Томс     | Лілі                  |
| Кеннет Брана    | новий чоловік Міранди |
| Люсі Лью        |                       |
| Джастін Теру    |                       |
| Бі Джей Новак   |                       |
| Симон Ешлі      |                       |
| Полін Шаламе    |                       |
| Конрад Рікамора |                       |

## Виробництво
У 2013 році Лорен Вайсбергер написала «Revenge Wears Prada: The Devil Returns», продовження «The Devil Wears Prada» 2003-го. Меріл Стріп заявила, що не зацікавлена у продовженні фільму, але Енн Гетевей сказала, що їй було б цікаво попрацювати з тими ж людьми, проте продовження має бути «зовсім інше».
У липні 2024 року розпочалася розробка фільму, Алін Брош МакКенна повернулася до написання сценарію, а Меріл Стріп, Енн Гетевей, Емілі Блант та Стенлі Туччі відтворили свої ролі з оригінального фільму. Основні зйомки розпочалися 30 червня 2025 року, режисером знову став Девід Франкель, а до акторського складу долучився Кеннет Брана. У липні було оголошено, що Трейсі Томс та Тібор Фельдман повторять свої ролі, а Симон Ешлі, Люсі Лью, Джастін Теру, Бі Джей Новак та Полін Шаламе зіграють нових персонажів.

## Реліз
Вихід фільму у Сполучених Штатах заплановано на 1 травня 2026 року.